# Aer lichid
Aerul lichid se obține prin răcirea aerului sub temperatura de –140,7 °C și menținere la o presiune de circa 38,4 at.
Se fabrică prin comprimarea aerului la presiuni mari și destindere adiabatică bruscă, ceea ce are drept consecință producerea unei răciri puternice.
Gazul astfel răcit este comprimat din nou la presiune mare și apoi destins până la presiunea normală.
Repetând succesiv operațiile de mai sus, se realizează temperatura și presiunea necesare începerii lichefierii gazului.
Aceasta este principiul metodelor de lichefiere inventate de Carl von Linde și apoi de Georges Claude.
Poate fi separat in componentele principale prin distilare fracționată.

## Proprietăți
Aerul lichid este incolor sau slab colorat în albastru limpede, cu punctul de fierbere de circa –192 °C, densitatea de circa 870 kg/m3.
Se păstrează în vase Dewar.
Materialele introduse în aer lichefiat dobândesc proprietăți speciale.
Astfel, cauciucul își pierde elasticitatea și devine friabil, iar metalele își micșorează rezistivitatea.

## Utilizări
Aerul lichid se utilizează în laboratoarele de cercetări de criogenie pentru obținerea de temperaturi scăzute.
În amestec cu pulbere de cărbune, se poate întrebuința ca exploziv în lucrări subterane.
Prin distilarea fracționată a aerului lichefiat, se obțin oxigen lichid, azot lichid și gaze inerte.
Există preocuparea de a se „stoca” energia electrică produsă în exces de centralele eoliene și panourile solare în perioade cu consum redus, prin lichefierea aerului și stocarea sa în recipiente de mari dimensiuni. În perioadele de vârfuri de consum de energie electrică, aerul lichid este pompat, încălzit și retransformat în gaz sub presiune care pune în mișcare turbina unui generator electric. Este un procedeu care nu implică eliminarea de emisii de gaze periculoase pentru mediu.